# 阿努拉·库马拉·迪萨纳亚克
迪萨纳亚克·穆迪扬塞拉格·阿努拉·库马拉·迪萨纳亚克（發音：[anurə kuma:rə disa:na:jəkə]，發音：[ɐnʊɾɐ kʊmaːɾɐ tɪtɕaːnaːjɐkːɐ]；1968年11月24日—），斯里兰卡政治家，现任斯里蘭卡總統、人民解放阵线领袖、国家人民力量领袖。他在凯拉尼亚大学就读時，加入人民解放阵线并参与该党领导的反政府運動，并因此辍学和被通缉。1995年，成为人民解放阵线政治局委員，2000年後，多次當選斯里兰卡议会議員。2004年—2005年，曾短暫加入統一人民自由聯盟聯合政府，任农业、畜牧、土地和灌溉部长。2015年—2018年，为首席反对派党鞭。

## 早年、教育和学生政治
1968年11月24日，迪萨纳亚卡·穆迪扬塞拉格·阿努拉·库马拉·迪萨纳亚克出生于锡兰中央省马特莱区德瓦胡瓦村。他的父亲是一名农业工人，后来加入测量部门担任办公室助理，母亲则是一名家庭主妇。他还有一个姐姐。作为一名狂热的读者，他最喜欢的作品包括列夫·托尔斯泰和马克西姆·高尔基的作品。他声称受到了马克思、恩格斯、列宁、甘地、铁托和卡斯特罗等人物的启发。
他的家人后来搬到了北中省的阿努拉德普勒区并定居在坦布特伽玛。迪萨纳亚克先在坦布特伽玛加米尼大学、后在坦布特伽玛中央学院接受教育，并成为该学院第一个获得佩拉德尼亚大学大学入学资格的学生。

### 马克思主义革命者
从学生时代起，迪萨纳亚克就参与了早在1983年就被封禁的人民解放阵线的活动。随着政府签署《印度-斯里兰卡协议》，人民解放阵线发动了第二次起义。1987年，19岁的迪萨纳亚克和他的表哥苏尼尔·迪萨纳亚克正式加入了人民解放阵线，后者在前者等待普通教育高级程度证书成绩放榜时说服他加入。进入佩拉德尼亚大学后，迪萨纳亚克搬到了康提，大部分时间都在参与人民解放阵线的秘密政治活动。采用化名阿拉文达，他为人民解放阵线及其军事部门爱国人民运动开展革命工作。迪萨纳亚克担任各个小组之间的信使。随着政府加强镇压人民解放阵线和爱国人民运动的反叛乱措施，苏尼尔·迪萨纳亚克被捕、遭受酷刑并被杀害。迪萨纳亚克逃离佩拉德尼亚并躲藏起来，因为他很快就成为了通缉犯。他的相对不关心政治的家庭新建的朴素砖房被烧毁，以警告迪萨纳亚克。他从大学退学，通过转入地下生存。人民解放阵线的大部分领导层都被追捕和杀害，除了在印度协助下流亡欧洲的索马万萨·阿马拉辛哈。

### 凯拉尼亚大学
在针对人民解放阵线的反叛乱平息并且局势变得安全后，迪萨纳亚克走出地下，并于1992年转学到凯拉尼亚大学。在那里他完成了学业，并于1995年毕业，取得了理学学士学位。

## 政治生涯

### 社会主义学生联盟
在人民解放阵线通过其外围组织斯里兰卡进步阵线在1994年斯里兰卡议会选举中支持钱德里卡·库马拉通加后，库马拉通加政府解除了对人民解放阵线的禁令，该党在索马万萨·阿马拉辛哈的领导下重新进入主流政治。该党的许多党员很快就成为库马拉通加政府的直言不讳的批评者。曾担任阿马拉辛哈安全信使的迪萨纳亚克很快就得到了他的庇护。1995年大学毕业后，迪萨纳亚克被任命为人民解放阵线旗下社会主义学生联盟的全国组织人，并且很快就控制了大学间学生联合会。

### 人民解放阵线政治局
1996年，他被提名进人民解放阵线中央工作委员会，1998年进入政治局。迪萨纳亚克作为社会主义学生联盟的组织者，负责扩张亲人民解放阵线的学生会以及在大部分斯里兰卡大学和高等学院中建立社会主义学生联盟的分支 。

### 国会生涯（2000年-2004年）
迪萨纳亚克在2000年斯里兰卡议会选举后作为人民解放阵线國會選舉名單議員进入国会，并在2001年斯里兰卡议会选举后再次被任命。

#### 内阁部长
2004年，人民解放阵线与斯里兰卡自由党结盟，作为统一人民自由联盟的成员党参选2004年斯里兰卡议会选举，赢得39席。迪萨纳亚克当选库鲁内格勒议员，并于2004年2月获总统库马拉通加任命为农业、畜牧业、土地和灌溉部长。在任期间，他将康提湖的维护工作交给了灌溉部门并进行了修复。
2005年6月16日，迪萨纳亚克与其他人民解放阵线党籍的部长一同辞职。人民解放阵线领导人阿马拉辛哈决定退出联合政府，因为他们反对库马拉纳通加总统在東北省与猛虎组织进行颇具争议的联合海啸救灾协调，也称为后海啸运营管理结构（P-TOMS）。

### 人民解放阵线领袖
2014年2月2日，人民解放阵线第十七次代表大會推舉迪萨纳亚克為领袖。他当选党魁后，为人民解放阵线在第二次起义期间造成的伤亡道歉。
2015年斯里兰卡议会选举后，迪萨纳亚克自2015年9月至2018年12月担任首席反对派党鞭。

### 2019年总统选举
2019年8月18日，人民解放阵线领导的政党联盟，国家人民力量宣布迪萨纳亚克为该党在2019年总统选举的候选人。 迪萨纳亚克赢得3%的选票，即418,553票，位列第三。

### 2024年总统选举
2023年8月29日，国家人民力量宣布迪萨纳亚克再次作为该党的候选人参选2024年总统选举。 在38名候選人角逐與76%的投票率下，迪萨纳亚克於9月22日的第二輪記票中勝出。
依照該國選舉法規，選民最多可在選票上標記3名支持的候選人，並按傾向程度進行排序。獲得超過50%選票的總統候選人可直接獲勝。若無人獲得過半選票，兩名得票領先的候選人將通過第二輪計票決出勝負。已淘汰候選人所獲選票中若將迪薩納亞克和普雷馬達薩作為第二或第三選擇，這些選票將在第二輪計票中被分別計入兩人獲得的總選票數。第一輪落選的現任總統拉尼尔·维克拉马辛哈的支持者較多選擇普雷馬達薩為次佳人選，但迪萨纳亚克仍以较大优势胜出。
迪萨纳亚克的胜选很大程度上是因为选民不满过去政府对经济危机的处理。由于迪萨纳亚克是第一位无法在第一轮投票就取得过半选票而当选的总统，他被一些政治评论员形容为“少数总统”。

## 总统任期（2024年至今）

### 就职与组阁
2024年9月23日，迪萨纳亚克在总统秘书处宣誓就任。在他的就职演说中，他承诺实现所有竞选承诺，重申国家的改变需要时间。他还提议解散议会，以便组建新政府。
9月24日，迪萨纳亚克任命了三人临时内阁，国会议员哈里妮·阿马拉苏里亚为总理，后者成为该国历史上第三位女总理。他本人兼任国防部长、财政、经济发展、政策制定、规划和旅游部长、农业、土地、畜牧、灌溉、渔业和水生资源部长以及电力和能源部长。
由于迪萨纳亚克在议会中的席位空缺，拉克什曼·尼普纳·阿拉奇被任命为哥伦坡国会选区替补议员。

### 议会选举
9月25日，迪萨纳亚克宣布解散议会，决定于11月14日举行提前选举。最终，迪萨纳亚克率领国家人民力量取得压倒性胜利，赢得国会225席中的159席，以绝对多数执政。

### 税务改革
迪萨纳亚克强烈批评维克拉马辛哈政府和国际货币基金组织，声称后者只想拯救腐败政权。他表示，国际货币基金组织的一些条件需要重新谈判，例如减少某些税收（如现收现付税），因为这已经超出了预期，同时减少支出以实现主要盈余目标。他表示，政府将增加社会福利补助，同时取消食品、卫生服务、医疗设备和教育服务等基本项目的增值税。他的政府将降低生活成本并增加对富人的税收，同时支持他们的企业。自就任总统以来，迪萨纳亚克一直致力于延续该国与国际货币基金组织的协议。

### 土地改革
迪萨纳亚克总统指示将坎塔莱糖业公司（Kantale Sugar Company）的11,000英亩土地分配给农民，用于种植短期作物。

### 反贪腐和犯罪
迪萨纳亚克承诺重新调查400多起腐败和欺诈案件，包括重新启动对2015年斯里兰卡中央银行债券丑闻和2019年斯里兰卡连环爆炸的调查。 前高级警官沙尼·阿贝塞卡拉被任命为新成立的警察资产追回单位的负责人。
总统秘书处指示所有前部长和国家官员上交所有公务车辆和发放给他们的武器，并要求前总统马欣达·拉贾帕克萨和拉尼尔·维克拉马辛哈归还超出其权利的车辆。迪萨纳亚克在竞选期间承诺撤销前总统享有的权利，并任命了一个委员会对此负责。
为了打击有组织犯罪，迪萨纳亚克命令总检察长撤销向最高法院提交的针对警察，包括精英警官特别任务组的基本权利请愿书。

### 外交政策
迪萨纳亚克表示，斯里兰卡打算获得金砖国家成员资格，这一倡议由上届政府发起。尽管迪萨纳亚克受邀出席2024年10月在喀山举行的金砖国家峰会，但他表示，由于该国选举，他将无法出席，而是将派代表团出席峰会。
斯里兰卡拒绝了联合国人权理事会2024年10月关于建立外部证据收集机制的决议，称迪萨纳亚克旨在“使国内机制变得可信和健全”。
2024年10月22日，内阁发言人维吉萨·赫拉斯宣布总统和任何其他部长都不会出席原定于10月25日至26日在萨摩亚阿皮亚举行的2024年英联邦政府首脑会议（CHOGM）。相反，由斯里兰卡驻英国高级专员公署和外交部官员组成的代表团将代表斯里兰卡出席会议。
同样在2024年10月22日，外交部秘书阿鲁尼·维杰瓦德内率领斯里兰卡代表团出席在俄罗斯喀山举行的2024年金砖国家峰会。该国已启动加入金砖国家的正式申请程序。
迪萨纳亚克的首次海外访问是2024年12月访问印度，期间他在新德里会见了印度总理纳伦德拉·莫迪。

### 真相与和解
迪萨纳亚克拜访了科倫坡總教區總主教马尔科姆·兰吉特樞機，他在那里接受了祝福，随后发誓要揭露有关2019年斯里兰卡连环爆炸的真相。
响应北部省居民的呼吁，迪萨纳亚克下令于2024年10月重新开放帕拉利-阿丘维利（Palali-Achchuveli）主干道，这项工作由国防部秘书执行。自斯里兰卡内战开始以来，穿过贾夫纳帕拉利兵营高度戒备区的这条道路已关闭30多年。前斯里兰卡泰米尔国家党国会议员M·A·苏曼蒂兰敦促迪萨纳亚克总统解封所有剩余的军事占领土地，包括住宅和农业用地。迪萨纳亚克于11月11日承诺，政府和军队占领的土地将逐步归还给原来的所有者。这一计划随着11月20日帕鲁蒂图赖营地的关闭而开始。

### 国家安全
迪萨纳亚克通过在科伦坡、阿鲁加姆湾、韦利格默和埃拉部署警察、情报人员和武装部队；会见外国大使来应对2024年10月出现的恐怖主义威胁（美国和其他几个国家对此发出旅行警告）。

## 政治主張
迪萨纳亚克被認為是一名新馬克思主義者，欣賞拉丁美洲左翼領袖切·格瓦拉的理念。根據斯里蘭卡憲法，總理和內閣部長均由總統任命。由於迪萨纳亚克的政黨在225席的斯里兰卡议会目前僅有3席，他聲言在當選45天內解散议会，以使议会符合最新民意。
迪萨纳亚克勝選應與選民懲罰建制派執政黨造成經濟崩潰，以及隨國際貨幣基金組織紓困和撙節措施而來的艱難度日，使工人家庭出身的迪桑納亞克在第一輪一舉囊括42.31%選票。此次選舉他力主反腐敗與反貧困政見，但亦走向中間立場，強調扶助貿易與中小企業。

## 外國致賀
迪萨纳亚克勝選後，印度總理莫迪、中國國家主席習近平、巴基斯坦總理謝里夫都已致電祝賀。美國國務院亦祝賀迪薩納亞克當選，認為「選舉證明斯里蘭卡民主制度的力量，及國民通過和平及民主方式塑造未來的承諾。」

## 选举历史
| 选举       | 选区       | 政党      | 政党         | 联盟         | 联盟             | 得票数  | 结果 |
| ---------- | ---------- | --------- | ------------ | ------------ | ---------------- | ------- | ---- |
| 2004年议会 | 库鲁内格勒 |           | 人民解放阵线 |              | 统一人民自由联盟 | 153,868 | 当选 |
| 2015年议会 | 哥伦坡     |           | 人民解放阵线 |              | 65,966           | 当选    |      |
| 2019年总统 | 斯里兰卡   |           | 人民解放阵线 | 国家人民力量 | 418,553          | 败选    |      |
| 2020年议会 | 哥伦坡     | 49,814    | 人民解放阵线 | 国家人民力量 | 当选             |         |      |
| 2022年总统 | 斯里兰卡   | 3（E.V）  | 人民解放阵线 | 国家人民力量 | 败选             |         |      |
| 2024年总统 | 斯里兰卡   | 5,740,179 | 人民解放阵线 | 国家人民力量 | 当选             |         |      |